# Sohnreyia giraldiana
Sohnreyia giraldiana är en vinruteväxtart som först beskrevs av Parra-os., och fick sitt nu gällande namn av Appelhans & Kessler. Sohnreyia giraldiana ingår i släktet Sohnreyia och familjen vinruteväxter. Inga underarter finns listade i Catalogue of Life.